# Ctenodactylus gundi
Espèce
Statut de conservation UICN

 LC  : Préoccupation mineure
Statut CITES
Répartition géographique
Le Goundi de l'Atlas (Ctenodactylus gundi) est une espèce de petits rongeurs de la famille des Ctenodactylidae appelée aussi Goundi d'Afrique du Nord ou Goundi du Nord,,,. On le trouve en Afrique du Nord où il occupe les milieux rocheux bordant le désert du Sahara au nord, de la Libye au Maroc, en passant par la Tunisie et l'Algérie.
L'espèce a été décrite pour la première fois en 1776, avec pour nom scientifique Mus gundi, par Göran Rothman (1739-1778), un naturaliste suédois,.

## Description
L'espèce est diurne et herbivore.

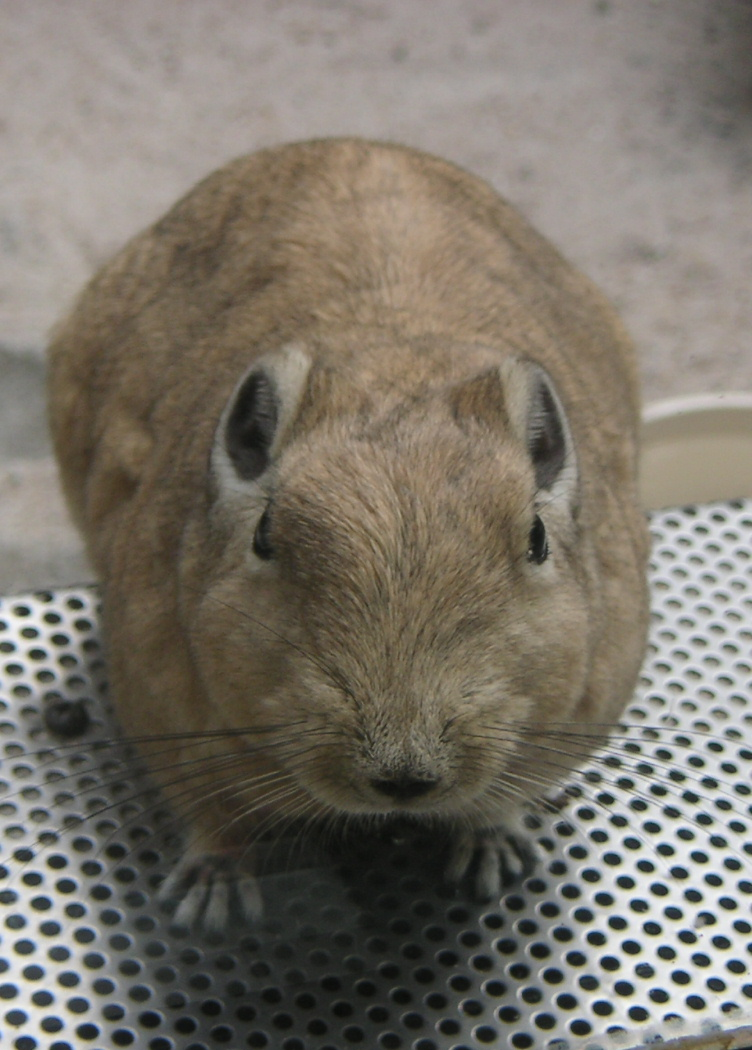
Jeune gundi vu de face au Zoo Wilhelma de Stuttgart.

Gestation : 73 jours (1 à 3 jeunes par portée).

## Interactions

Kyste de Toxoplasma gondii dans le cerveau d'une souris

Le parasite Toxoplasma gondii responsable de la toxoplasmose a été décrit pour la première fois en 1908-1909, à l'Institut Pasteur de Tunis par deux médecins français, Charles Nicolle et Louis Herbert Manceaux, après qu'une épidémie a touché des Ctenodactylus gundi. Ils isolèrent un protozoaire de forme arquée qu'ils nommèrent Toxoplasma gondii, toxoplasma venant des mots grecs toxon (arc) et plasma (forme). Par la suite, ce parasite sera isolé chez de nombreuses autres espèces animales, et dans l'espèce humaine.